# Voljevci
Voljevci (cyr. Вољевци) – wieś w Serbii, w okręgu maczwańskim, w gminie Mali Zvornik. W 2011 roku liczyła 617 mieszkańców.